# 左永寧
左永寧（英語：Venus Tso，1974年12月23日—），台灣模特兒、通告藝人。封號為「美胸皇后」、「台灣第一美胸」等。2011年3月23日，與男友Abraham周結婚。婚後定居香港，生有兩女，目前已經淡出演藝圈。

## 戲劇
2010愛似百匯飾用餐的客人
2011年33故事館之幸福的條件

## 電影
2006年好想談個戀愛

## 書籍
2011年《UP！UP！美胸秘技》

## 外部連結
- 左永寧的Instagram帳戶 （繁體中文）
- 左永寧的臉書粉絲團